# Câșlița, Tulcea
Câșlița este un sat în comuna Chilia Veche din județul Tulcea, Dobrogea, România.